# Nyctemera assimile
Nyctemera assimile là một loài bướm đêm thuộc phân họ Arctiinae, họ Erebidae.